# Hot Love
Singles de T. Rex
Ride a White Swan
(octobre 1970) Get It On
(juillet 1971)
Hot Love est une chanson de T. Rex sortie en single au début de l'année 1971.
Cette composition de Marc Bolan poursuit l'évolution du son du groupe dans une direction plus élaborée et électrique que la musique acoustique et psychédélique de ses débuts. Elle se classe no 1 des ventes au Royaume-Uni et en Irlande quelques semaines après sa sortie ; c'est le premier des quatre no 1 britanniques de T. Rex. En revanche, elle atteint seulement la 72e place du Billboard Hot 100.
Hot Love a été adaptée en français par Pierre Delanoë pour Antoine sous le titre Un an dans l'Amazonie (1971), puis par Guillaume Israël pour Lio, en conservant le titre Hot Love, en 1986.

## Classements hebdomadaires
| Classement (1971)                      | Meilleure position |
| -------------------------------------- | ------------------ |
| Allemagne (Media Control AG)           | 3                  |
| Australie (Kent Music Report)          | 4                  |
| Autriche (Ö3 Austria Top 40)           | 8                  |
| Belgique (Flandre Ultratop 50 Singles) | 3                  |
| Canada (RPM)                           | 47                 |
| États-Unis (Billboard Hot 100)         | 72                 |
| Irlande (IRMA)                         | 1                  |
| Italie (FIMI)                          | 10                 |
| Pays-Bas (Nederlandse Top 40)          | 9                  |
| Royaume-Uni (UK Singles Chart)         | 1                  |
| Suisse (Schweizer Hitparade)           | 3                  |